# Hanenstaarttiran
De hanenstaarttiran (Alectrurus tricolor) is een zangvogel uit de familie Tyrannidae (tirannen).

## Verspreiding en leefgebied
Deze soort komt voor in noordelijk Bolivia, Paraguay en zuidoostelijk Brazilië.

## Status
De grootte van de populatie wordt geschat op 6000-15.000 volwassen vogels. Aangenomen wordt dat de aantallen snel achteruitgaan door habitatverlies. Op de Rode lijst van de IUCN heeft deze soort de status kwetsbaar.